# Stichoplastoris elusinus
Stichoplastoris elusinus là một loài nhện trong họ Theraphosidae.
Loài này thuộc chi Stichoplastoris. Stichoplastoris elusinus được Carlos E. Valerio miêu tả năm 1980.